# Unit Structures
| Recensione     | Giudizio |
| -------------- | -------- |
| AllMusic       |          |
| Piero Scaruffi | positivo |
| Rolling Stone  |          |

Unit Structures è un album discografico del musicista free jazz statunitense Cecil Taylor pubblicato nel 1966 dalla Blue Note Records.

## Il disco
Esemplare nell'illustrare lo stile pianistico controverso e senza compromessi di Cecil Taylor, il suo approccio intellettuale alla musica, e le sue improvvisazioni totalmente "free", Unit Structures è ancora un disco di difficile fruizione a più di quarant'anni dalla sua pubblicazione. Pianista di formazione classica prima di scoprire la musica di Thelonious Monk, Duke Ellington, e Horace Silver, Taylor sviluppò ben presto uno stile pianistico "percussivo" di stampo impressionista, feroce, anti-melodico, e assolutamente non commerciale, capace però di esprimere e trasmettere un complesso ventaglio di emozioni, dall'introspezione alla tenerezza alla rabbia.
Unit Structures, estremizza ancor più l'approccio jazzistico free-form senza schemi di Taylor, basando tutte le composizioni in esso contenute sull'energia e sull'esplorazione sonora estrema piuttosto che sulla forma e i canoni musicali prestabiliti. Nelle tracce assistiamo ad improvvise esplosioni percussive e melodiche, che rendono i brani impressionistici e bizzarri allo stesso momento, sebbene privi di tutte le strutture standard di una composizione musicale. Taylor spinge il suo gruppo verso territori inesplorati per sondare i limiti dell'improvvisazione sonora, senza offrire nessun rifugio o punto di riferimento all'ascoltatore.

## Tracce

### Tracce LP
Musiche di Cecil Taylor.
1. Steps – 10:20
2. Enter, Evening – 11:06
3. Unit Structure/As of a Now/Section – 17:47
4. Tales (8 Whisps) – 7:14

- Registrato il 19 maggio 1966, Englewood Cliffs, New Jersey

### Tracce ristampa CD
Musiche di Cecil Taylor.
1. Steps – 10:20
2. Enter, Evening – 11:06
3. Enter, Evening [alternate take] – 10:11
4. Unit Structure/As of a Now/Section – 17:47
5. Tales (8 Whisps) – 7:14

- Registrato il 19 maggio 1966, Englewood Cliffs, New Jersey

## Musicisti
- Eddie Gale Stevens Jr. – tromba
- Jimmy Lyons – sassofono alto
- Ken McIntyre – sax alto, oboe, clarinetto basso
- Cecil Taylor – pianoforte, campana
- Henry Grimes – contrabbasso
- Alan Silva – contrabbasso
- Andrew Cyrille – batteria